# فيليب نوفاك
فيليب نوفاك (بالتشيكية: Filip Novák) هو لاعب كرة قدم تشيكي في مركز مدافع ‏، ولد في 7 مايو 1982 في تشيسكي بوديوفيتسه في التشيك. لعب مع كولومبوس بلو جاكتس.

## وصلات خارجية
- فيليب نوفاك على موقع قاعدة بيانات كرة القدم.إي يو (الإنجليزية)
- فيليب نوفاك على موقع قاعدة بيانات كرة القدم.إي يو (الإنجليزية)
- فيليب نوفاك على موقع دوري الهوكي الوطني (الإنجليزية)
- فيليب نوفاك على موقع دوري الهوكي للقارات (الإنجليزية)
- فيليب نوفاك على موقع EliteProspects.com (الإنجليزية)
- فيليب نوفاك على موقع Eurohockey.com (الإنجليزية)
- فيليب نوفاك على موقع HockeyDB.com (الإنجليزية)
- فيليب نوفاك على موقع Hockey-Reference.com (الإنجليزية)